# A Chiara piace vivere
A Chiara piace vivere è un singolo dei Gemelli DiVersi, quarto singolo estratto dall'album Reality Show del 2004, quinto album del gruppo hip hop milanese.

## Video musicale
Il video musicale ufficiale è stato diretto da Gaetano Morbioli.

## Tracce
iTunes
1. A Chiara piace vivere – 4:19